# Danthosieglingia breviaristata
Danthosieglingia breviaristata är en gräsart som först beskrevs av Günther von Mannagetta und Lërchenau Beck, och fick sitt nu gällande namn av Karel Domin. Danthosieglingia breviaristata ingår i släktet Danthosieglingia, och familjen gräs. Inga underarter finns listade i Catalogue of Life.